# Pecten praebenedictus
Espèce
Pecten praebenedictus est une espèce éteinte de mollusques bivalves de la famille des Pectinidae.

## Description
Elle est connue dans le Miocène supérieur (étage Tortonien) des faluns de l'Ouest de la France.
Charles Armand Picquenard décrit cette espèce en 1922 comme présente sur chaque valve 15 à 20 côtes larges à dos arrondi, séparées par des intervalles étroits, lisses. La valve droite est nettement bombée. Le crochet gros, arrondi, fait plus ou moins saillie au-dessus des oreillettes. Le diamètre maximum de cette espèce se tient aux abords de 7 centimètres. On en trouve surtout des échantillons de 4 à 5 centimètres. C'est un type à coquille robuste si on le compare à la plupart des échantillons de Pecten subarcuatus.

## Sources
- Gustave-Frédéric Dollfus, Philippe Dautzenberg, Conchyliologie du Miocène moyen du bassin de la Loire. Au siège de la Société géologique de France. Paris. 1902-1913
- Maurice Cossmann, Monographie illustré des mollusques oligocèniques des environs de Rennes. Journal de Conchyliologie, t. 64, vol. 3, p. 133-199, 1919
- Charles Armand Picquenard, Les Pectidinidés du Miocène moyen de Bretagne. Bulletin de la Société géologique et minéralogique de Bretagne, 1922, p. 39.
- Fossiles, revue, n°30, 2017. Les fossiles oligocènes-miocènes des environs de Rennes.